# Heonjong
Heonjong (né le 8 septembre 1827 et mort le 25 juillet 1849) est le vingt-quatrième roi de la Corée en période Joseon.
Il a régné du 13 décembre 1834 jusqu'à sa mort.